# Andreas Austilat

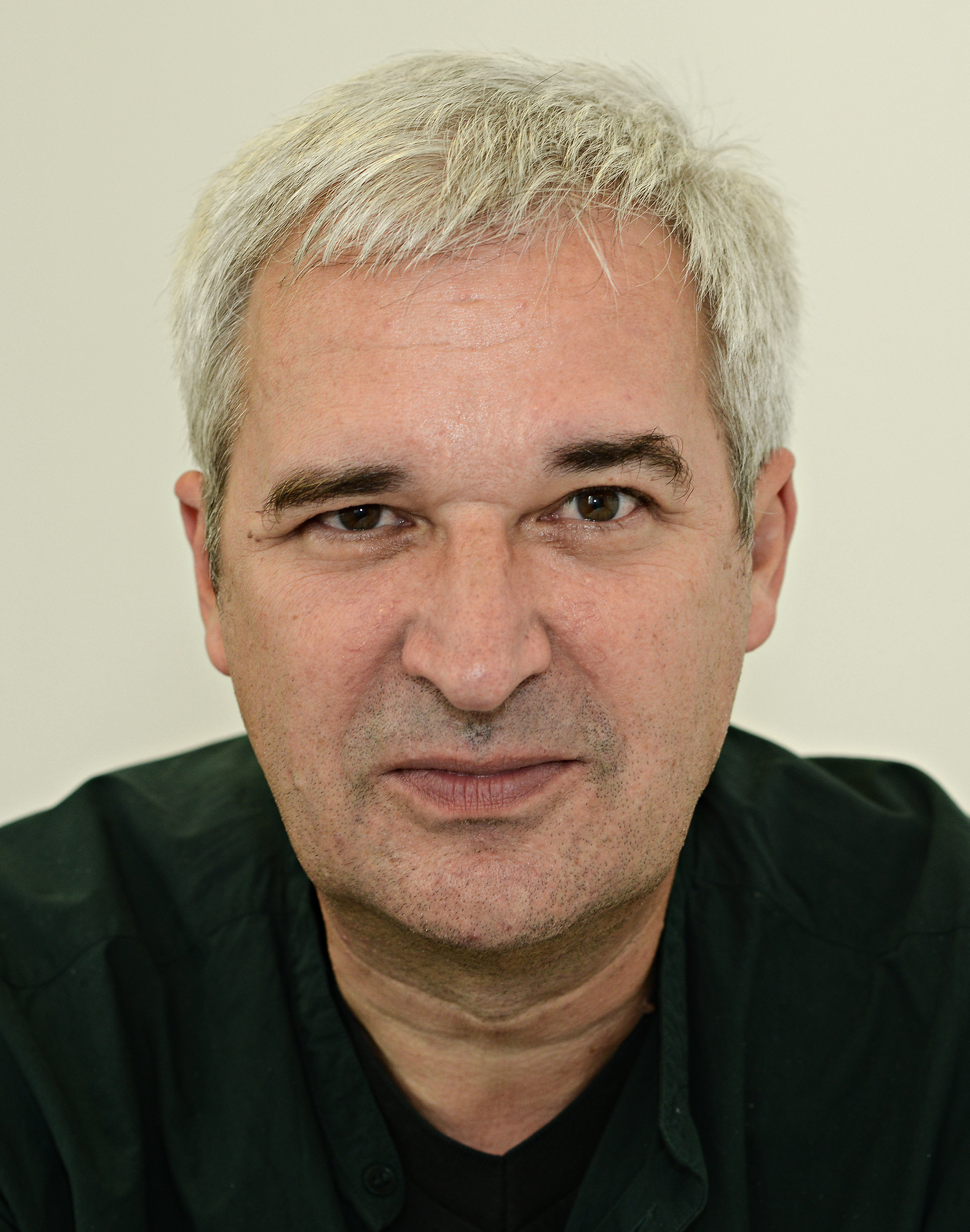
Andreas Austilat, 2013

Andreas Austilat (* 4. April 1957 in Berlin-Lichterfelde) ist ein deutscher Journalist und Autor. Er ist Reporter bei der Tageszeitung Der Tagesspiegel.

## Leben
Austilat wuchs als Sohn des kaufmännischen Angestellten Harry Austilat und dessen Frau Ingeborg, geb. Schwarz, in Berlin-Lichterfelde auf. Von 1963 bis 1969 besuchte er die Schweizerhof-Grundschule in Berlin-Zehlendorf. Seine Schullaufbahn setzte er am Droste-Hülshoff-Gymnasium im selben Bezirk fort, wo er im Juni 1975 das Abitur bestand. Anschließend war er als Nachhilfelehrer in der Schulpsychologischen Beratungsstelle Zehlendorf tätig. Im April 1976 begann Austilat die Fächer Deutsch und Geschichte auf der Pädagogischen Hochschule in Berlin zu studieren. Im Zuge der Hochschulintegration wechselte Austilat 1980 an die Technische Universität Berlin, wo er sein Studium am 1. Juni 1982 mit dem ersten Staatsexamen in beiden Fächern abschloss. Die Wartezeit für den angestrebten Lehrerberuf nutzte Austilat für Auslandsaufenthalte in den USA und Mexiko. Im Mai 1983 begann er sein Referendariat an der Otto-Hahn-Gesamtschule in Berlin-Neukölln, im Februar 1985 schloss er das zweite Staatsexamen in beiden Fächern ab.

## Privates
Seit 1991 ist Austilat mit seiner Frau Diana verheiratet. Er hat zwei Kinder: Konstantin und Katharina. Zur Familie gehörten zeitweilig zwei Hasen. Das aktuelle Haustier, der Mischlingshund Duffy, erfreut sich trotz morscher Herzklappe bester Gesundheit.

## Beruf
Bereits während seines Studiums war Austilat als studentische Hilfskraft und Kraftfahrer tätig. Am 1. Juli 1985 begann er seine Tätigkeit als Redaktionsbote beim Berliner Tagesspiegel. Ab 1987 arbeitete Austilat als Redakteur in der Sonntagsbeilage "Weltspiegel", die nach einem Relaunch 1999 als Magazin mit einer festen Struktur fortgeführt wurde; zuständig war Austilat u. a. für die wissenschaftliche Seite "Fürs Leben lernen", für die er selbst viele Beiträge schrieb, etwa über die Frage, wie sich ein Körper nach dem Tod verändert. Im Laufe der Jahre betreute Austilat als stellvertretender Ressortleiter des Magazins (seit 2001 mit dem Titel "Sonntag") die Seiten "Geschichte", "Stadt" und "Interview", er schrieb Kolumnen über seinen Garten und seine Leidenschaft für Campingurlaube. Die besondere Leidenschaft des Hobbyhistorikers gehört dem Alten Rom, einer Epoche, der er zahlreiche Artikel widmete, etwa über den Verkehr oder Mietpreise, sowie der Berliner Geschichte, wo er kenntnisreich seine eigene Jugend Revue passieren ließ. Als Reporter scheute Austilat keine Mühe. So recherchierte er in England das Thema "Nacktgärtnern" in adäquater Blöße. Für das große Interview des "Sonntag" traf er Prominente wie den britischen Komiker John Cleese, den russischen Wissenschaftler Sergeij Crutschschow (Sohn des ehemaligen KPdSU-Generalsekretärs), den Tierforscher Heinz Sielmann, den Architekten David Chipperfield, die Reporter-Legende Peter Scholl-Latour und den Hitler-Biographen Ian Kershaw.
Seit Sommer 2016 wird Austilat im Impressum des Tagesspiegels als "Reporter" geführt, inzwischen recherchiert und schreibt er für viele Ressorts der Zeitung.

## Rezeption als Buchautor
Austilat hat mehrere Bücher veröffentlicht. Seine bekanntesten Werke "Hotel kann jeder" und "Vom Winde gesät" handeln von den Erlebnissen seiner Familie mit Camping und Garten. Die taz urteilte, für "Hotel kann jeder" gebühre Austilat "ein Ehrenpreis für Feldforschung.
Ein Buch über Mark Twains Zeit in Berlin 1891/92, mit bisher unveröffentlichten Texten des amerikanischen Schriftstellers, erschien unter dem Titel "A Tramp in Berlin" 2013 zunächst in den USA. Erst im Jahr darauf brachte es der be.bra-Verlag auf Deutsch heraus. Die Berliner Morgenpost lobte das Buch als "verdienstvolles Werk". Kevin Mac Donnell, Besitzer der größten privaten Sammlung zu Mark Twain, schrieb über den Autor: Austilat „knows his city and is clearly a devoted Twainian“.

## Buchveröffentlichungen
- Hotel kann jeder. Goldmann-Verlag, München 2014, ISBN 3-442-15773-0.
- Vom Winde gesät. Goldmann-Verlag, München 2015, ISBN 3-442-15849-4.
- Mark Twain in Berlin. Bummel durch das europäische Chicago. Be.bra-Verlag 2014

## Trivia
Austilat ist Fan des Berliner Fußballclubs Hertha BSC.